# Joe Dunthorne
Joe Dunthorne (Swansea, 1982) è uno scrittore gallese.

## Biografia
Nato a Swansea nel 1982, vive e lavora a Londra.
Dopo aver conseguito un M.A. alla University of East Anglia in scrittura creativa, ha ottenuto l'inaugurale edizione del Giles Gordon Prize con un montepremi di 7500 sterline nel 2006.
Nel 2008 ha esordito nella narrativa con il romanzo Piccole indagini sotto il pelo dell'acqua tradotto in 20 lingue e trasposto in pellicola cinematografica nel 2010.
Successivamente ha pubblicato due raccolte di liriche e i romanzi Wild Abandon (Encore Award nel 2011) e Gli adulteranti.

## Opere

### Romanzi
- Piccole indagini sotto il pelo dell'acqua (Submarine), Casale Monferrato, Piemme, 2008 traduzione di Anna Rusconi ISBN 978-88-384-8959-4.
- Wild Abandon (2011)
- Gli adulteranti (The Adulterants, 2018), Torino, Einaudi, 2019 traduzione di Giulia Boringhieri ISBN 978-88-06-23492-8.

### Raccolte di poesie
- Faber New Poets 5 (2010)
- O Positive (2019)

## Adattamenti cinematografici
- Submarine, regia di Richard Ayoade (2010)

## Premi e riconoscimenti
Bollinger Everyman Wodehouse Prize
- 2008 finalista con Piccole indagini sotto il pelo dell'acqua

Encore Award
- 2011 vincitore con Wild Abandon